# Янг, Гард
Гард Янг (англ. Guard Young, род. 3 июня 1977 года) — американский спортивный гимнаст.

## Карьера
На летних Олимпийских играх 2004 года в Афинах он выиграл серебряную медаль в командном соревновании вместе с товарищами по команде Морганом Хэммом, Полом Хэммом, Бреттом МакКлюром, Блейном Уилсоном и Джейсоном Гатсоном. Он также выиграл серебро в том же соревновании с командой США на чемпионате мира 2001 года.